# Монтисело (Индијана)
Монтисело (енгл. Monticello) град је у америчкој савезној држави Индијана.

## Демографија
По попису из 2010. године број становника је 5.378, што је 345 (-6,0%) становника мање него 2000. године.
| Група             | 2000.         | 2010.         |
| Белци             | 4.975 (86,9%) | 4.581 (85,2%) |
| Афроамериканци    | 16 (0,3%)     | 22 (0,4%)     |
| Азијати           | 34 (0,6%)     | 41 (0,8%)     |
| Хиспаноамериканци | 642 (11,2%)   | 670 (12,5%)   |
| Укупно            | 5.723         | 5.378         |